# Dyslalia funkcjonalna
Dyslalia funkcjonalna (bełkotanie czynnościowe, dyslalia czynnościowa, dyslalia ekspresywna, dyslalia środowiskowa) – zaburzenie mowy, odmiana dyslalii wyodrębniona ze względu na przyczyny, jakie ją powodują.
Charakteryzuje się wadliwą wymową głosek przy braku uszkodzeń organicznych w budowie aparatu artykulacyjnego.